# 뉴턴 나이트

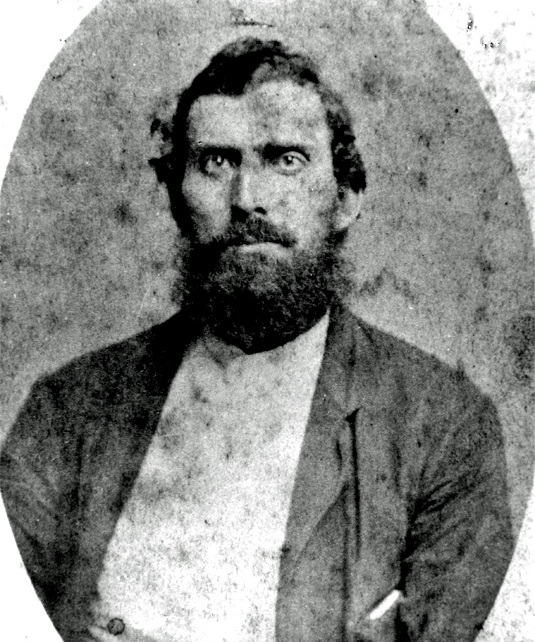

뉴턴 나이트(영어: Newton Knight, 1837년 11월 10일~1922년 2월 16일)는 미국의 농민, 군인이다. 미국 내전 당시 흑인노예들과 남부군 탈영병들로 이루어진 나이트 중대(Knight Company)를 지휘하여 남부군과 싸운것으로 알려져 있다. 나이트 중대는 내전 절정기에 미시시피주 존스군에 노예제를 반대하는 "존스 자유주"라는 해방구를 세웠다는 전설이 전해오지만 그 역사성에는 의문의 여지가 있다. 전후 나이트는 공화당에 입당하고 미시시피 재건정부 연방보안관보를 역임했다.